# Hiroki Yamada
Hiroki Yamada (山田 大記 Yamada Hiroki?), född 27 december 1988, är en japansk fotbollsspelare som spelar för Júbilo Iwata.
Yamada debuterade för Japans landslag den 25 juli 2013 i en 3–2-vinst över Australien.